# 李春雷
李春雷（1966年1月—2014年5月22日），汉族，生于黑龙江省铁力市，新华社人物。
毕业于黑龙江大学中文系，后留校任教，供职于新华社黑龙江分社。1996年10月，任新华社黑龙江信息社社长，1998年，任新华社黑龙江新闻信息中心主任。2000年10月，任新华社黑龙江分社社长助理，2001年2月任社长助理、党组成员。2004年2月，任新华社黑龙江分社副社长。2012年12月，任新华社宁夏分社副社长。2014年5月，任宁夏分社社长。2014年5月22日，因癌症去世。